# HD 167588
HD 167588，又名BD+29 3213，SAO 85856、HR 6831，是一颗恒星，视星等为6.56，位于銀經56.22，銀緯20.27，其B1900.0坐标为赤經18h 10m 51s，赤緯+29° 20.27′ 59″。